# Huber Rezső
Huber Rezső, Huba (1903. szeptember 3. – 1952) válogatott labdarúgó, kapus.

## Pályafutása

### Klubcsapatban
Az V. kerületi Pannóniában kezdett futballozni balösszekötőként de még itt átkerült a kapuban. Ezután a Testvériségben egy évig az ifiben, majd négy szezonon át a felnőttek között szerepelt. A Testvériségből 1925 nyarán, egy év kihagyás után igazolt az FTC-be. 1925 és 1928 között a Ferencvárosban összesen 99 mérkőzésen szerepelt (48 bajnoki, 33 nemzetközi, 18 hazai díjmérkőzés). Hatszoros magyar bajnok volt, háromszor a Ferencvárossal, háromszor az Újpesttel.
1933-ban a Váci Remény edzője volt. 1946-ban a Vízművek labdarúgó szakosztályának vezetője lett. 1947-ben ugyanitt az edzői posztot is betöltötte.

### A válogatottban
1926-ban és 1931-ben 2 alkalommal szerepelt a válogatottban.

## Sikerei, díjai
- Magyar bajnokság
  - bajnok: 1925–26, 1926–27, 1927–28, 1929–30, 1930–31, 1932–33
  - 2.: 1924–25, 1928–29
- Magyar kupa
  - győztes: 1927, 1928

## Statisztika

### Mérkőzései a válogatottban
| Magyarország | Magyarország      | Magyarország                    | Magyarország | Magyarország | Magyarország  | Magyarország | Magyarország | Magyarország |
| #            | Dátum             | Helyszín                        | Hazai        | Eredmény     | Vendég        | Kiírás       | Gólok        | Esemény      |
| ------------ | ----------------- | ------------------------------- | ------------ | ------------ | ------------- | ------------ | ------------ | ------------ |
| 1.           | 1926. június 6.   | Budapest, Üllői úti pálya       | Magyarország | 2 – 1        | Csehszlovákia | barátságos   | -            | 88'          |
| 2.           | 1931. április 12. | Budapest, Hungária körúti pálya | Magyarország | 6 – 2        | Svájc         | Európa-kupa  | -            |              |
|              | Összesen          |                                 |              | 2            | mérkőzés      |              | 0            | gól          |